# Cattedrale di Siviglia
La cattedrale di Santa Maria della Sede di Siviglia (in spagnolo Catedral de Santa María de la Sede de Sevilla) edificata sull'antica moschea degli Almohadi, è una delle più grandi cattedrali della Spagna, e la più grande chiesa gotica del mondo.

## Storia
La costruzione iniziò nel 1401, sul terreno lasciato libero dalla demolizione della vecchia moschea Aljama di Siviglia.

### Fasi della costruzione
- Almohadi (1172-1248). Alla fine del lungo processo di costruzione della città, sorse la moschea di Al-Moharrem della penultima capitale andalusa, tra l'aprile del 1172 ed il 19 marzo 1198, terminando con l'inaugurazione del 30 aprile 1182. L'architetto fu Ahmad Ben Baso.
- Mudéjar (1248-1433). In seguito alla rinconquista di Siviglia da parte della Corona di Castiglia il 23 novembre 1248 la moschea, chiamata grande moschea, passò sotto il controllo dell'arcidiocesi di Siviglia. In questo periodo, che corrisponde all'uso cristiano degli edifici musulmani di fine XIV secolo, la moschea venne demolita per permettere la costruzione della cattedrale.
- Gotico (1433-1528). La moschea iniziò ad essere demolita nel 1433, e subito dopo i maestri Ysambret e Carlín iniziarono la costruzione di un tempio gotico, austero e rigoroso, consacrato, ancora incompleto, nel 1507. Il progetto originale non subì modifiche nonostante che per la sua costruzione ci siano voluti 75 anni.

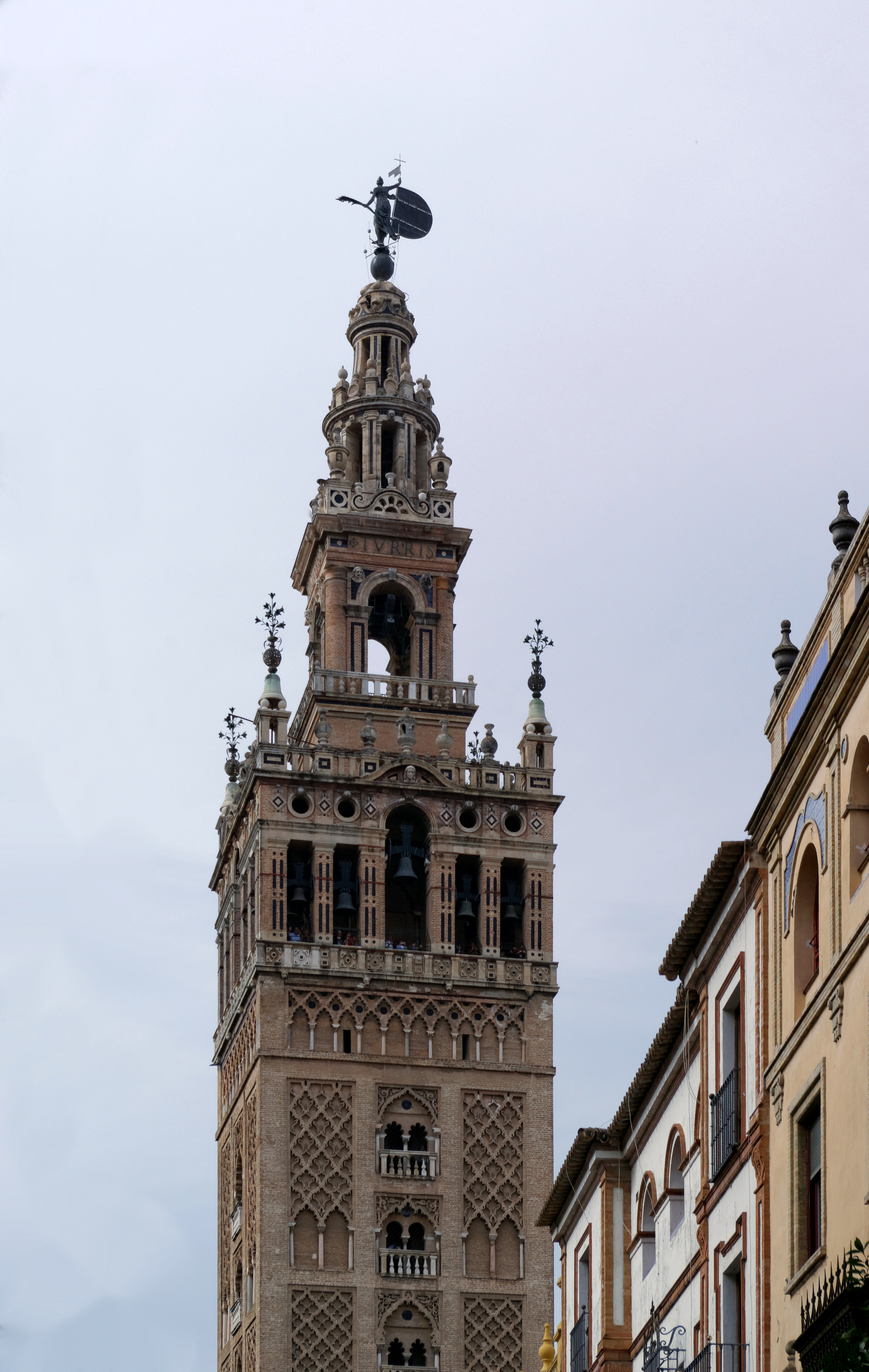
La Giralda della cattedrale di Siviglia

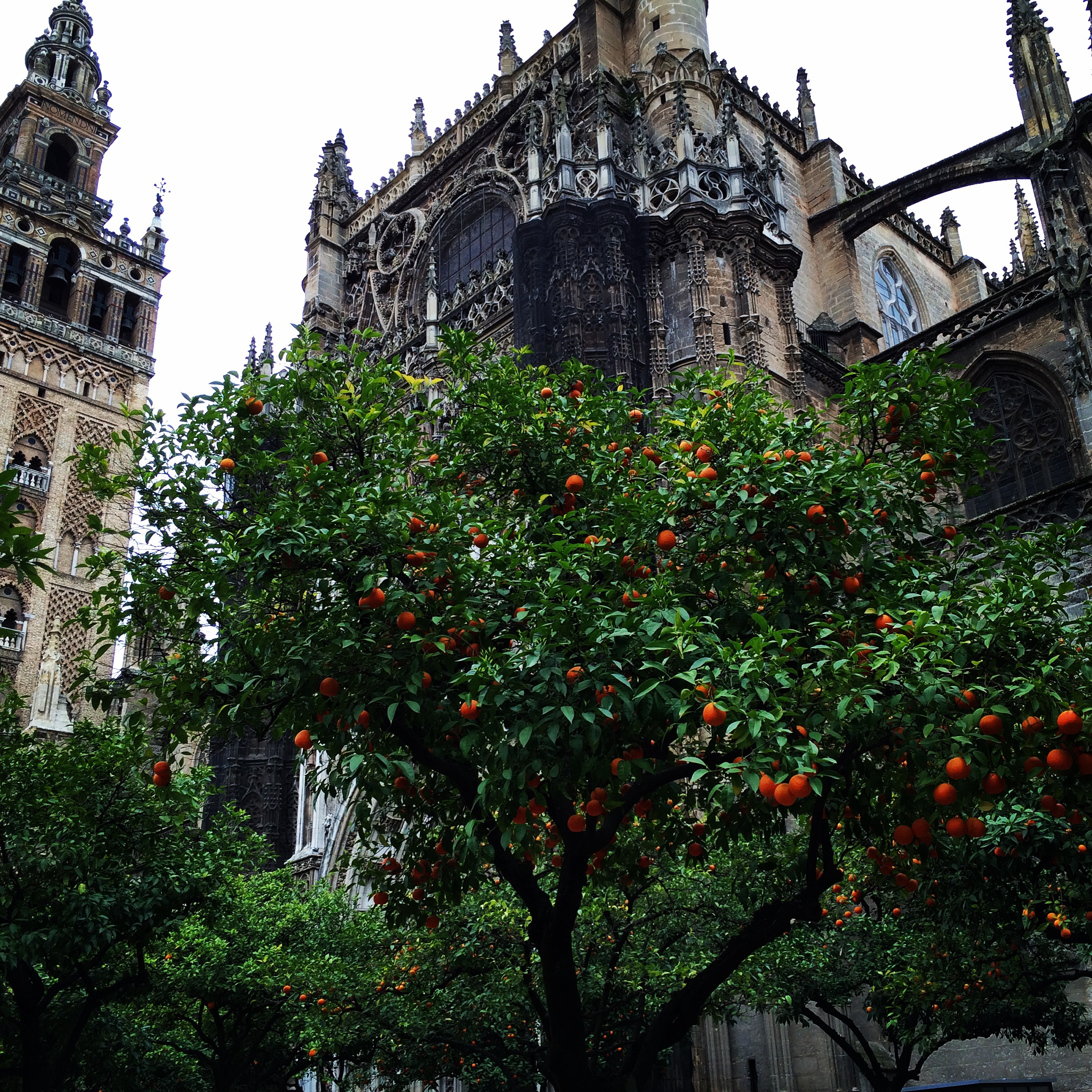
Patio de los Naranjos

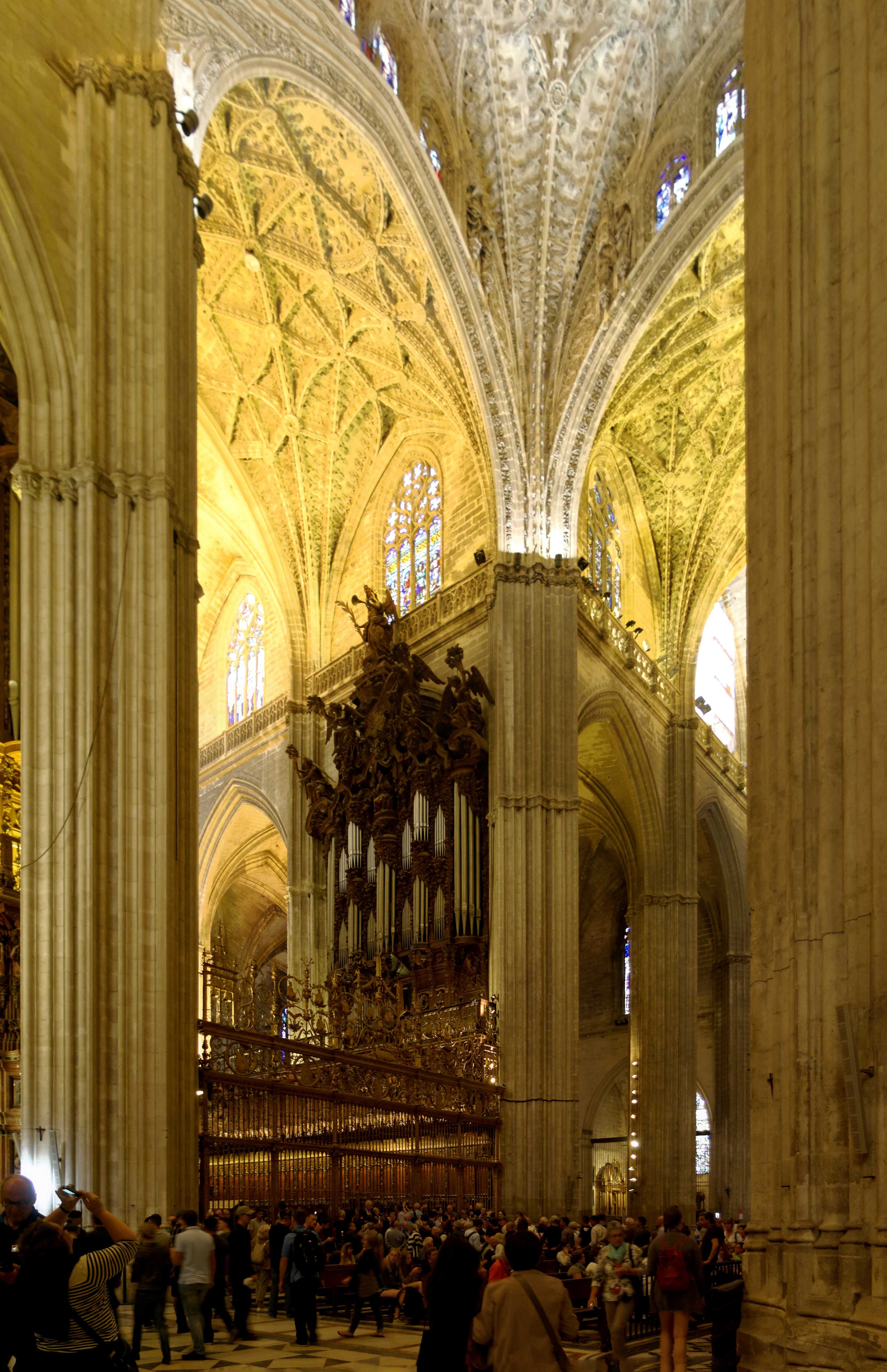
Interno della cattedrale

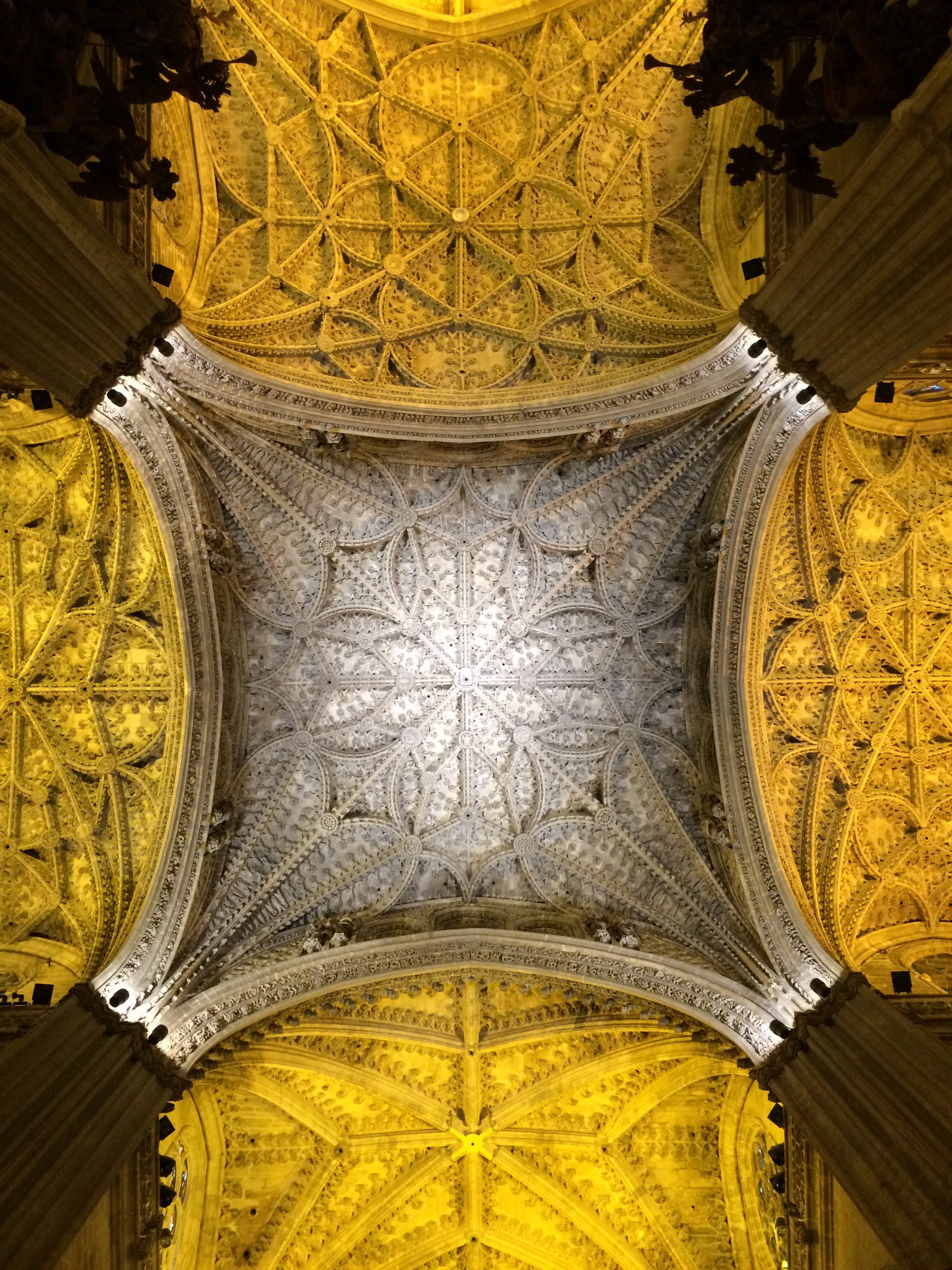
Particolare dell'interno

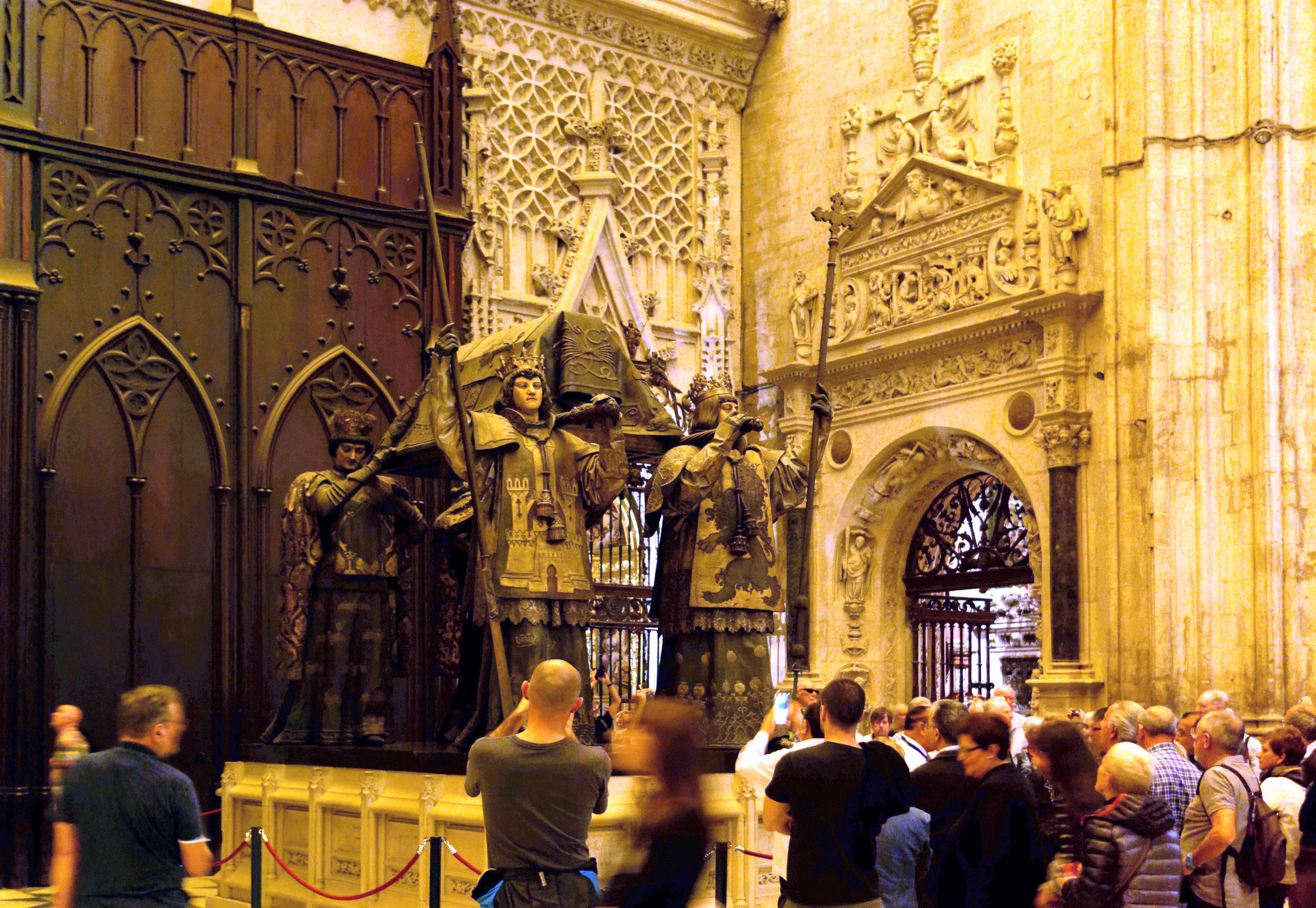
Tomba di Cristoforo Colombo

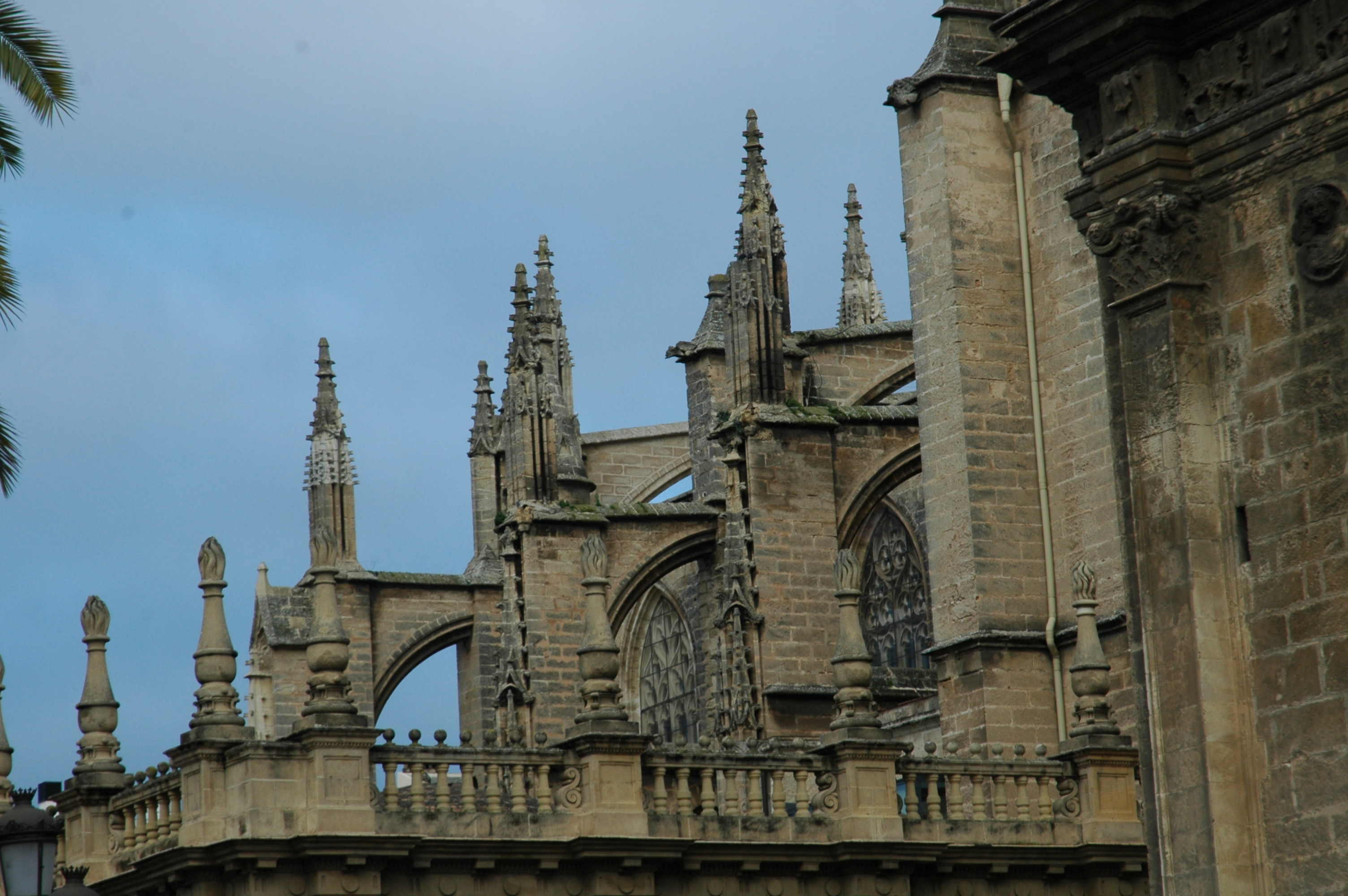
Particolare dell'esterno

- Rinascimento (1528-1593). Corrisponde al periodo iniziato nel 1528, in cui vennero aggiunte una serie di dipendenze tra cui gli annessi al tempio gotico. Diego de Riaño progettò le sacrestie, la Sacristía de los Cálices e la Sacristía Mayor. Hernán Ruiz ingrandì le torri in stile classico, spaziando dal plateresco al manierismo; dichiarò i lavori conclusi nel 1593, al tempo di Asensio de Maeda.
- Barocco (1618-1758). Corrisponde quasi esclusivamente alla costruzione della canonica del Santuario, i cui lavori durarono dal 1618 al 1663, restando incompiuti; a questo edificio si accompagnarono una serie di piccoli aggregati nello stesso stile, davanti alla facciata occidentale, e numerosi arredi quali l'organo e gli arredi per l'altare. Gli architetti più importanti di questo periodo furono Pedro Sánchez Falconete e Diego Antonio Díaz.
- Accademica (1758-1823). Si tratta di lavori in stile neoclassico, svolti per cultura locale o sotto l'imposizione dell'accademia madrilena. Inoltre vennero aggiunti altri arredi, una serie di dipendenze all'angolo sud-occidentale dell'edificio; si iniziò quindi il processo di "monumentalizzazione", con l'eliminazione, tra il 1762 ed il 1797, degli edifici che la univano al piccolo villaggio. Gli architetti furono Manuel Núñez e Fernando de Rosales.
- Neogotico (1825-1928). In questo periodo ci si dedicò alla riparazione delle opere gotiche rovinate e al completamento delle parti incompiute delle fasi precedenti; in particolare, tra il 1895 e il 1917 vennero completati i portali ad opera di Adolfo Fernández Casanova. Nel primo decennio del XX secolo continuò il lavoro di restauro, attraverso un'opera di pulizia stilistica, che proseguì nella separazione dei vari stili usati. Lo stesso Fernando de Rosales iniziò questa fase che venne completata da Javier de Luque.

## Descrizione

### Esterno

#### Facciata e lato meridionale
La facciata, orientata verso ovest, ospita tre porte. Le due laterali, ornate da statue scolpite da Lorenzo Mercadante e Pedro Millán, sono del XV secolo. La rimanente porta è invece del 1885.
Sul lato sud trova invece posto la porta detta de la Lonja, realizzata anch'essa nel XIX secolo.

#### Area absidale
Il lato est della chiesa ospita il retro dell'abside, struttura situata tra la puerta de las Campanillas e la puerta de los Palos. Entrambe le porte, realizzate in stile gotico, vennero dotate di statue realizzate tra il 1520 e il 1522 dal maestro Miguel.

#### Giralda
Sempre sul lato orientale si trova la Giralda (detta anche torre del Balistrieri) nonostante la sua autonomia, esercita la funzione di torre e campanile della cattedrale di Siviglia. È un patrimonio dell'umanità dal 1987. La sua base si trova a 7,12 metri sul livello del mare, ha 13,61 metri di lato ed un'altezza di 104,06 metri. Venne costruita basandosi sull'aspetto del minareto della moschea della Kutubiyya di Marrakech (Marocco), anche se la chiusura superiore e la torre campanaria sono in linea con il Rinascimento europeo.
Passando dalla Cattedrale si può salire in cima alla Giralda fino a 70 metri di altezza e dominare tutta la città di Siviglia.
Una particolarità della torre sono le scale che non esistono, si sale tramite 34 rampe circolari, sistema molto più comodo dei gradini e che un tempo consentiva ai Muezzin di arrivare in cima in sella al loro cavallo.

#### Patio de los Naranjos
Sul lato settentrionale, il fianco della chiesa è preceduto dal Patio de los Naranjos, un patio rettangolare che funge da chiostro della cattedrale. È noto anche col nome di Corral de los Naranjos
Secondo le usanze del tempo, le facciate esterne del patio disegnano un rettangolo di 43,32 (N/S) per 81,36 metri (E/O). In questo modo i lati stretti vennero riempiti da sette archi gemelli, mentre quelli larghi ne contenevano tredici, divisi in due file da sei e da un grande arco centrale. Quest'ultimo rappresentava l'entrata principale del patio, ed è quella che oggi si chiama Puerta del Perdón, portale che ospita decorazioni plateresche ad opera di Bartolomé López (1522) e statue e bassorilievi del maestro Miguel (1519-1520).
I lavori del patio iniziarono nel 1172, e durarono per 24 anni. Quando i cristiani conquistarono Isbilya nel 1248 lo trasformarono in cimitero. Fino al 1432 il patio ospitò una fiera annuale.
Attualmente il Patio de los Naranjos rappresenta una delle parti più importanti della cattedrale, completamente integrato in essa. Attraverso i secoli ha subito varie modifiche.

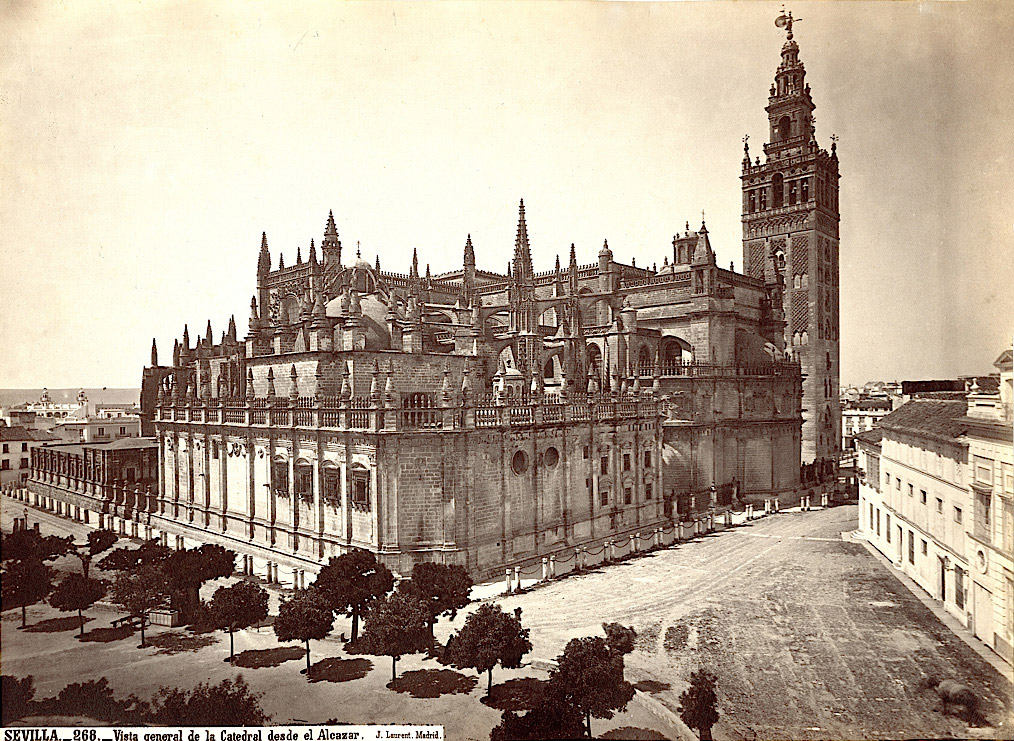
Cattedrale di Siviglia da Juan Laurent, c. 1866

### Interno
La cattedrale è composta da cinque navate, distribuite in puro stile gotico con absidi ed un deambulatorio, formando una pianta a perfetto rettangolo (di 116 x 76 m) che la rende uguale millimetricamente a quella di Alhama, di cui eredita anche la disposizione delle porte. Il transetto e la navata centrale sono alti 36,3 metri, mentre l'altezza delle navate laterali misura 25,7 metri. In totale, le navate ospitano 45 cappelle.
Il pavimento, realizzato in diaspro, è della fine del XVIII secolo. Riguardo ai muri, è necessario dire che sono molto sottili. La luce naturale è scarsa, dal momento che le finestre sono piccole e composte da ottime vetrate.
La navata centrale unisce due imponenti costruzioni: il coro, fiancheggiato da grandi organi risalenti al XVIII secolo, e la Cappella Maggiore che ospita l'altare maggiore.
Tra il coro e la Cappella Maggiore si trovano tre sezioni: la navata di re Ferdinando III, la crociera (le cui volte sono le più alte del complesso) ed il retro-coro. Queste tre aree corrispondono alle tre classi sociali medievali: la cattedrale reale o pantheon dei re, la cattedrale ecclesiastica o parte riservata all'arcivescovo e la cattedrale popolare, situata ad ovest.

#### Cappella Reale
Una cancellata del XVIII secolo introduce alla Cappella Reale, collocata in testa alla cattedrale. In questa cappella si trovano il pantheon di re Fernando e della consorte Beatrice di Svevia, nonché del loro figlio Alfonso, oltre alle tombe di altri membri della famiglia reale. Si può vedere anche l'immagine in stile gotico di Santa Maria dei Re (Virgen de los Reyes), simbolo dell'arcidiocesi di Siviglia.
Ai lati dell'ingresso alla Cappella Reale trovano posto due cappelle: la Capilla de San Pedro (a sinistra) e la Capilla de la Concepción Grande (a destra). Entrambe le cappelle ospitano dipinti di Francisco de Zurbarán.

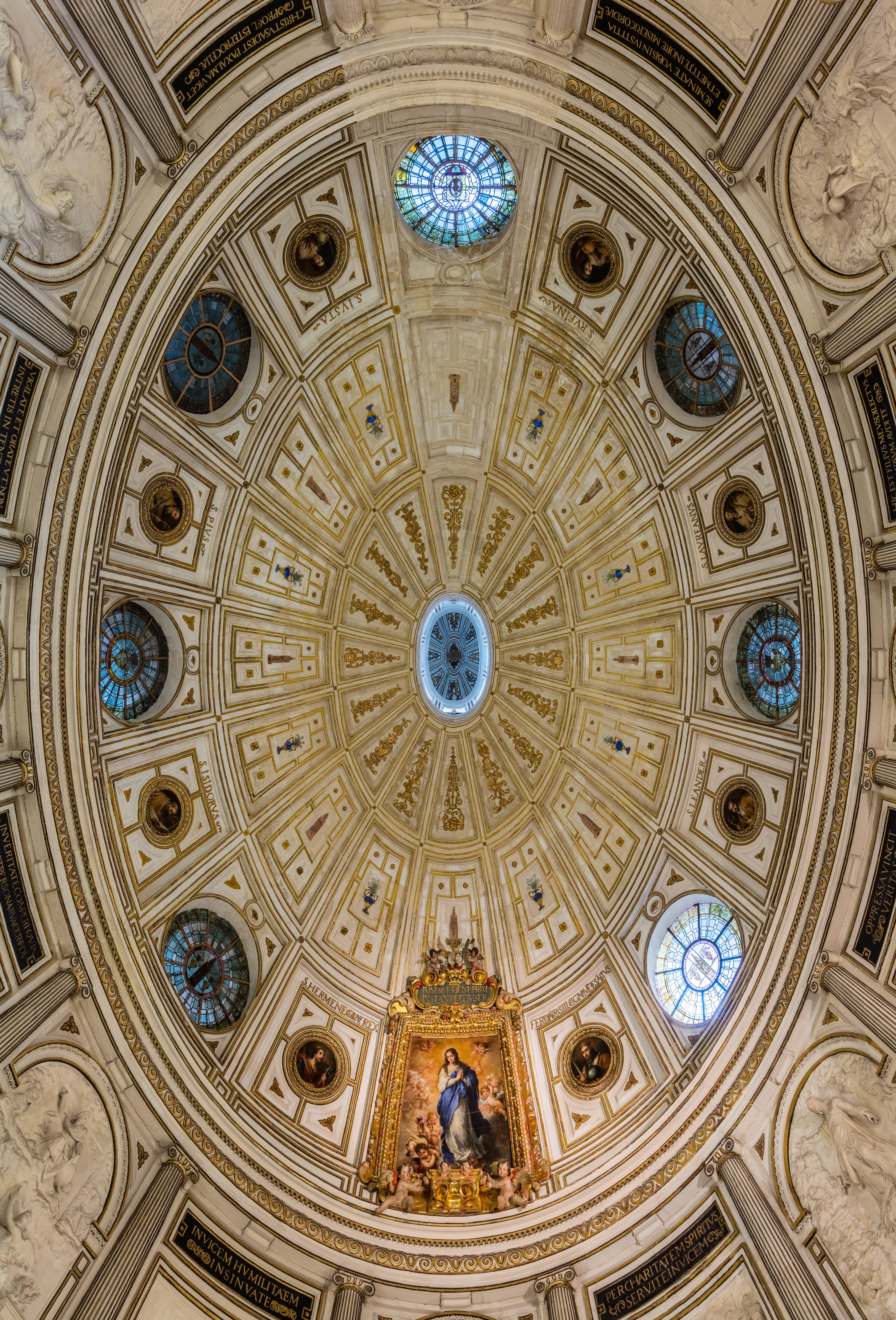
Cupola della sala capitolare. La costruzione della sala capitolare fu completata nel 1592. La cupola è stata decorata nel 1667 da Bartolomé Esteban Murillo con ritratti a olio che rappresentano otto santi di Siviglia e un dipinto centrale che ritrae l'Immacolata concezione.

#### Cappella del Mariscal e sala capitolare
A destra della Capilla de San Pedro, tenendo la puerta de las Campanillas alla propria sinistra ci si trova di fronte al lato destro della chiesa. La prima cappella di questo lato, detta del Mariscal, ospita una Purificazione datata 1555, polittico eseguito da Peeter de Kempeneer.
Un accesso aperto nella parete posteriore della Cappella del Marsical conduce a un'anticamera di epoca rinascimentale, dove sono esposti alcuni antifonari dotati di miniature. Di qui si accede alla sala capitolare, progettata da Diego de Riaño. Le decorazioni in rilievo che ornano la sala vennero realizzate da artisti locali nel corso del Cinquecento. La parte inferiore della sala ospita il dipinto di San Fernando, opera di Francisco Pacheco del Rio. Nella parte superiore trova invece posto un'Immacolata realizzata dal pittore Bartolomé Esteban Murillo.

#### Capilla Mayor
Chiusa da una enorme cancellata di Sancho Muñoz (1533), la Cappella Maggiore conserva il più grande retablo del mondo (20 x 18 m), capolavoro tardo gotico dell'artista fiammingo Pyeter Duncart. Disegnato nel 1482 fu completato nel 1564. Nei 36 scomparti sono narrate scene dell'Antico Testamento e della vite di Cristo, della Madonna e di alcuni santi originari di Siviglia.
In occasione del Corpus Domini, ai piedi dell'altare maggiore viene temporaneamente collocato un altare in argento (detto altar de Plata). Quest'ultimo, unitamente a un tappeto di epoca rinascimentale (lungo 7,7 m e largo 4,7), funge da scenografia per la cosiddetta Danza de los Seies, un ballo eseguito da una decina di giovani in antichi costumi. Durante il ballo, i danzatori suonano le nacchere e intonano un canto risalente agli inizi del XVI secolo.

#### Coro
Il coro è racchiuso in una struttura in diaspro, realizzata nel 1531 in stile rinascimentale e adornata da sculture in rilievo eseguite da Juan Martínez Montañés nel 1628. All'esterno della struttura trova inoltre posto una Madonna databile agli inizi del XV secolo, opera di artista senese. Gli spazi interni del coro sono delimitati da una cancellata in stile plateresco, realizzata agli inizi del XVI secolo. Al 1478 risalgono invece i 117 stalli del coro, raffiguranti altrettante scene bibliche, realizzati in stile tardogotico da Nufro Sánchez. Il badalone, opera di Bartolomé Morel, è del 1565.

#### Organo a canne
L'organo a canne della cattedrale di Siviglia è stato costruito nel 1996 dall'organaro tedesco Gerhard Grenzing.
Lo strumento è a trasmissione elettrica con consolle mobile indipendente avente quattro tastiere di 58 note ciascuna ed una pedaliera concavo-radiale. L'organo, frutto della ricostruzione di uno strumento precedente, costruito nel 1901 da Aquelino Amezua, è ospitato entro due casse prospettiche, poste su cantorie ai lati del presbiterio; queste, in stile barocco, sono riccamente decorate con statue e sculture.
Di seguito, la sua disposizione fonica:
| Prima tastiera - Organo Mayor |        |
| Flautado                      | 16'    |
| Violón                        | 16'    |
| Flautado                      | 8'     |
| Tapado                        | 8'     |
| Octava                        | 4'     |
| Quinta                        | 1.1/3' |
| Corneta V                     | 8'     |
| Lleno mayor                   | V-VI   |
| Zímbala                       | VI     |
| Bombarda                      | 16'    |
| Trompeta real                 | 8'     |
| Trompeta batalla              | 8'     |
| Bajoncillo - Clarín           | 4'-8'  |
| Orlos                         | 8'     |
| Clarín                        | 8'     |
| Chirimía                      | 4'     |

| Seconda tastiera - Cadireta |        |
| Flautado                    | 8'     |
| Chiminea                    | 8'     |
| Octava                      | 4'     |
| Tapadillo                   | 4'     |
| Docena                      | 2.3/4' |
| Quincena                    | 2'     |
| Decinovena                  | 1.1/3' |
| Lleno                       | III    |
| Zímbala                     | III    |
| Churumbela                  | II     |
| Trompeta                    | 8'     |
| Cromorno                    | 8'     |
| Bajoncillo                  | 4'     |

| Terza tastiera - Expresivo |     |
| Flautado violón            | 16' |
| Flauta armónica            | 8'  |
| Corno de gamo              | 8'  |
| Voz celeste                | 8'  |
| Principal                  | 4'  |
| Flauta octaviante          | 4'  |
| Lleno                      | V   |
| Fagot                      | 16' |
| Trompeta                   | 8'  |
| Clarín                     | 4'  |
| Oboe                       | 8'  |
| Voz humana                 | 8'  |

| Quarta tastiera - Bombarda |         |
| Flautado mayor             | 16'     |
| Flautado                   | 8'      |
| Octava                     | 4'      |
| Quincena                   | 2'      |
| Nazardos y corneta         | III-VII |
| Trompeta imperial          | 32'     |
| Bombarda                   | 16'     |
| Trompeta magna             | 16'     |
| Clarin claro               | 8'      |
| Chirimía                   | 4'      |
| Violeta                    | 2'      |
| Trompeta de batalla        | 8'      |
| Bajoncillo                 | 4'      |

| Pedal           |         |
| Contras         | 32'     |
| Flautado        | 16'     |
| Subbajo         | 16'     |
| Flautado        | 8'      |
| Bajo dulce      | 8'      |
| Octava          | 4'      |
| Compuestas      | IV      |
| Quinta          | 10.2/3' |
| Nazardos        | III     |
| Contra bombarda | 32'     |
| Bombarda        | 16'     |
| Fagot           | 16'     |
| Trompeta        | 8'      |
| Clarín          | 4'      |

#### Testate del transetto
Nella testata del transetto sul lato nord della chiesa trovano posto una Nuestra Señora de Belén (realizzata nel 1691 da Alonso Cano) e un'Assunta (attribuita a Carlo Maratta).
Alla testata sul lato opposto riposano i supposti resti mortali di Cristoforo Colombo, composti in un feretro di bronzo del 1891, portato da quattro araldi che rappresentano le quattro corone di Spagna (León, Castiglia, Navarra, Aragona).
Alle spalle del monumento funebre, la parete destra della chiesa ospita due griglie Cinquecentesche, dietro alle quali si celano altrettanti altari. La griglia di sinistra introduce all'altare detto de la Piedad, il quale ospita un dossale eseguito nel 1527 da Pedro Fernández de Guadalupe. Nel 1548 la parete immediatamente a sinistra di questo altare fu dotata di un gigantesco San Cristoforo affrescato. Dietro alla griglia di destra si trova invece l'Altar de la Gamba, il cui nome deriva da un particolare di un dipinto che funge da ancona; il quadro, realizzato da Luís de Várgas nel 1561, mette infatti in risalto un arto inferiore di Adamo, rappresentato assieme alla consorte Eva in posizione di adorazione nei confronti della Madonna.

#### Cappella di Sant'Andrea e Sagrestia dei Calici

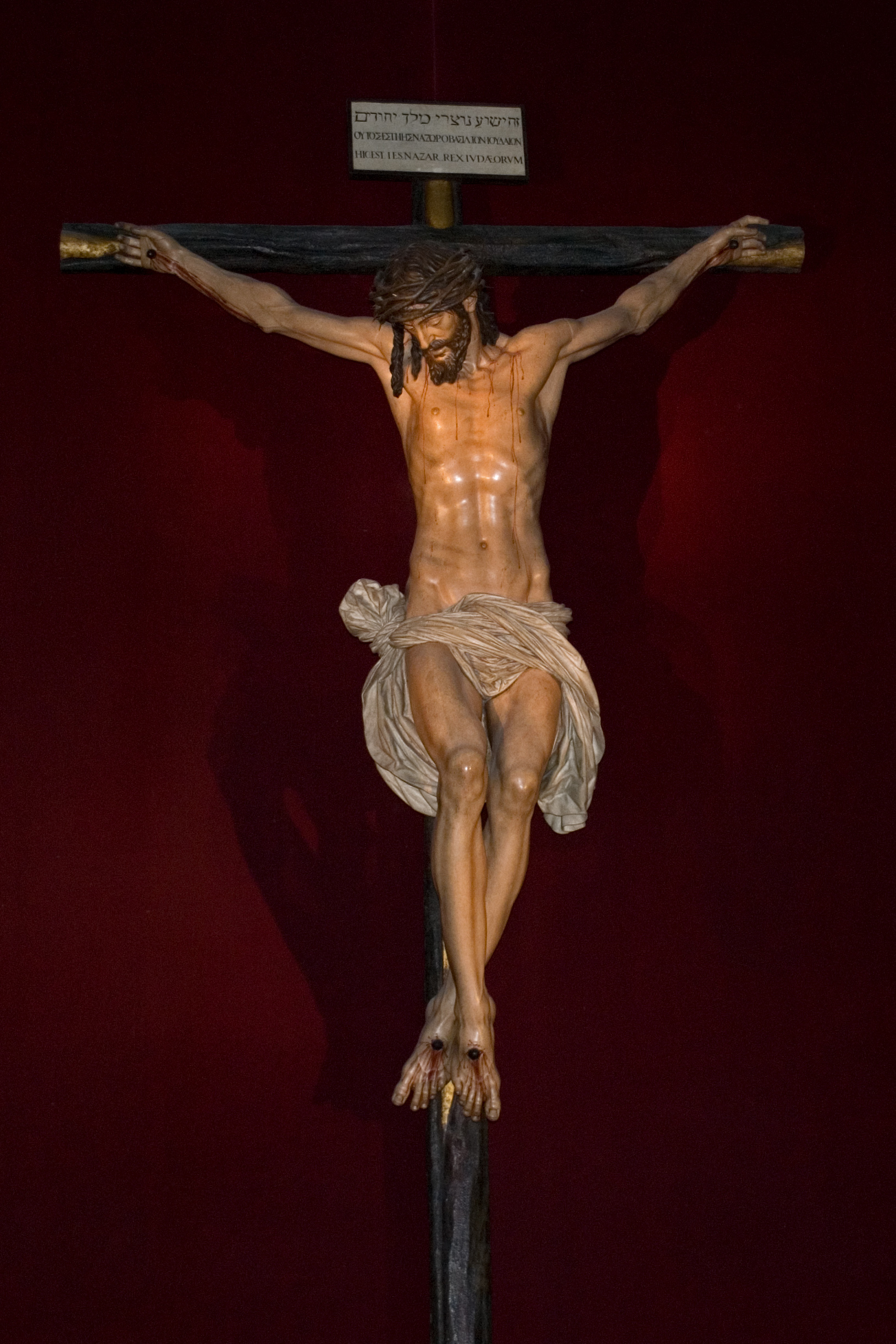
Il Cristo de la Clemencia del Montañés.

Sulla destra della Capilla Mayor, la navata più meridionale ospita la Cappella di Sant'Andrea, contraddistinta dalla presenza della scultura lignea policroma di Juan Martínez Montañés chiamata il Cristo de la Clemencia o Cristo de los Cálices. Si tratta di una scultura barocca del 1603, che è stata un modello per la realizzazione di questo soggetto per tutto il secolo XVII.
A destra della Cappella di Sant'Andrea si trova all'ingresso della Sagrestia dei Calici, la quale conserve una collezione di quadri di autori spagnoli e italiani. Nello specifico:
- la parete di destra ospita opere di Bartolomé Esteban Murillo, di Francisco Goya, di Alonso Cano, di Francisco de Zurbarán, di Juan de Valdés Leal, di M. Creti e delle scuole di Jacopo Robusti e Tiziano Vecellio;
- la parete di sinistra ospita - oltre a una serie di dipinti di scuola italiana e altre opere di Leal, Goya e Murillo - quadri di Jusepe de Ribera, Luis Tristán e Francisco Pacheco del Río.

La Sagrestia dei calici ospita anche lo Sposalizio della Vergine, dipinto realizzato nel 1657 da Valdés Leal, opera che un tempo si trovava nella cappella di San José.

#### Sagrestia Maggiore
Introdotta da una cappella che ospita due dipinti di Luca Giordano e due tombe del Trecento, la Sagrestia Maggiore venne realizzata nel 1535 in stile plateresco da Diego de Siloé.
Le pareti della Sagrestia ospitano un Crocefisso di Alonso Cano, oltre a tele di Murillo, Rogier van der Weyden, Jan van Eyck e Luis de Morales.
Tra gli oggetti liturgici conservati nella Sagrestia, spiccano un gigantesco candelabro bronzeo del 1562 (alto quasi 8 metri e progettato da Bartolomè Morel) e un mastodontico ostentorio Cinquecentesco in argento realizzato tra il 1580 e il 1587 (alto più di 3 metri, pesante 3 quintali e realizzato da Juan de Arfe).
Sull'altare della Sagrestia trovano posta una Deposizione, dipinta da Peeter de Kempeneer nel 1568, e una Santa Teresa di Francisco de Zurbarán.

#### Cappella della Vergine di Antigua
Introdotta da una cancellata del 1568, la Cappella della Vergine di Antigua si trova lungo la navata più settentrionale della Cattedrale, in faccia al lato destro del coro.
La cappella deve il proprio nome alla presenza di un'effigie mariana del XIV secolo, collocata al centro di un retablo realizzato nel 1734 da Duque Cornejo. Alla statua era legata una particolare devozione da parte dei naviganti in partenza per le Americhe, rappresentate da alcune bandiere nazionali collocate nella cappella (1929).
A Cornejo si deve anche il sarcofago dell'arcivescovo Luis de Salcedo y Azcona (1741), mentre quello del cardinal Diego Hurtado de Mendoza fu eseguito da Domenico Fancelli (1509).

#### Altre cappelle della navata destra
Procedendo in direzione della controfacciata a partire dalla Cappella della Vergine di Antigua, nella navata più meridionale della Cattedrale si incontrano le seguenti cappelle.
- Capilla de San Hermenegildo, che conserva un sarcofago in alabastro con le spoglie del cardinal Juan de Cervantes,[11] scultura realizzata da Lorenzo Mercadante nel 1485[1].
- Capilla de San Josè, dove un tempo si trovava lo Sposalizio della Vergine, dipinto in seguito spostato nella Sagrestia dei Calici.
- Capilla de Santa Ana o Cristo de Maracaibo,[12] all'interno della quale trovano posto, oltre ai dipinti che danno il nome alla cappella (un'Annunciazione a Sant'Anna[12] e un Crocefisso[13]), una Madonna di scuola napoletana (XVII secolo) e un polittico gotico realizzato da artisti locali (1504)[1].
- Capilla de San Isidoro, che ospita un retablo dedicato a Isidoro di Siviglia.[14]
- Capilla de San Laureano,[15] nella quale si aprono due finestre che ospitano, rispettivamente, una vetrata tardoquattrocentesca e una vetrata del 1572[1].[15]

#### Controfacciata
Ai lati del portale d'ingresso principale della chiesa si trovano due altari. Quello a destra del portale conserva un'Adorazione dei pastori, dipinto di Luís de Várgas datato 1555. L'altare di sinistra ospita invece un Angelo Custode dipinto da Murillo.

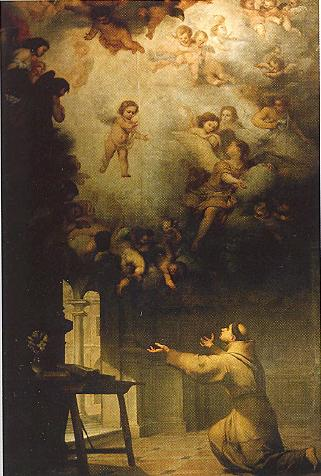
Visione di sant'Antonio da Padova

#### Cappella di Sant'Antonio da Padova
Nella navata sinistra della chiesa, la cappella più prossima alla controfacciata è dedicata a Sant'Antonio da Padova. Questa cappella ospita il dipinto Visione di sant'Antonio da Padova, opera di Bartolomé Esteban Murillo. Allo stesso autore si deve anche la rappresentazione pittorica del Battesimo di Cristo, opera che assieme alla presenza del fonte battesimale ben identifica la funzione esercitata da questa cappella.
Jacob Jordaens è invece l'autore delle raffigurazioni della Nascita di Gesù e della Circoncisione del Bambino, opere realizzate nel 1669.
Nella stessa cappella si conservano inoltre dipinti di Juan de Roelas e di Juan de Valdés Leal.

#### Altre cappelle della navata sinistra
Procedendo dalla Cappella di Sant'Antonio da Padova in direzione opposta rispetto alla controfacciata, nella navata più settentrionale della Cattedrale si incontrano le seguenti cappelle.
- Capilla de Scalas,[16][17] chiusa da una cancellata del Cinquecento, cappella che conserva un altorilievo di Andrea Della Robbia, alcuni dipinti del XVII secolo, un retablo del 1539 realizzato da artisti genovesi sul tema della Passione e, infine, un sarcofago rinascimentale che ospita le spoglie dell'arcivescovo Baltasar del Río (1539).[6][16][17]
- Capilla de Santiago,[18] che deve il proprio nome alla presenza di un quadro di Juan de Roelas datato 1669,[18] cappella ornata da un altorilievo di Andrea Della Robbia,[18] oltre che da dipinti dell'artista Pérez e dei pittori Francisco de Zurbarán, Cornelis de Vos e Juan de Valdés Leal[6]. La cappella ospita anche un sarcofago gotico entro cui riposa il vescovo Gonzalo de Mena[18] (✝ 1401[6]).
- Capilla de San Francisco,[19][20] che deve il proprio nome alla presenza di un dipinto di Herrera il Giovane (1657), opera raffigurante il santo titolare della cappella durante un'estasi[6].[19][20]
- Capilla de los Doncellas,[21][22] introdotta da una cancellata del 1579[6][21] che conduce a un'area che ospita un polittico tardo quattrocentesco[6][22].
- Capilla de los Evangelistas,[23][24] nella quale si conservano alcuni dipinti realizzati da Hernando de Sturmio poco oltre la metà del XVI secolo, stesso periodo a cui risalgono le vetrate che ornano le finestre della cappella stessa.[6][23][24]
- Capilla del Pilar,[25] il cui nome deriva dalla presenza di una statua mariana realizzata da Pedro Millán[25] nel corso del Quattrocento.[6]